# ライスシャワー
ライスシャワー（欧字名：Rice Shower、1989年3月5日 - 1995年6月4日）は日本の競走馬。1992年の菊花賞、1993年・1995年の天皇賞（春）と中央競馬の長距離GI競走に優勝した。
菊花賞ではミホノブルボンのクラシック三冠制覇を、1993年の天皇賞（春）ではメジロマックイーンの同競走三連覇をそれぞれレコードタイム（当時）で阻止したことから「関東の刺客」「黒い刺客」「レコードブレイカー」の異名を取った。
その後低迷期を迎えるも、1995年の天皇賞（春）で優勝し復活を果たす。しかし、続いて出走した宝塚記念の競走中に骨折、予後不良と診断され安楽死となった。同年、JRA賞特別賞を受賞。主戦騎手は的場均。

## 生涯

### 生い立ち
1989年3月、栗林運輸会長の栗林英雄が北海道登別市に所有するユートピア牧場に生まれる。小柄ながら健康で、近隣の牧場から訪れた人々からも体躯のバランスの良さを高く評価され、購買の申し入れもあった。1990年10月末には、育成調教を行うため千葉県にある分場・大東牧場に移動。外見では「身体の硬い馬」という印象を与えていたが、担当者によれば騎乗してみると「雲の上に乗っているような気分だった」というほど柔らかかったと言う。また、性質的に馴致に全く手が掛からない馬であり、育成の進捗は常に他馬よりも先んじていた。
育成を終えたのち、1991年3月23日に茨城県美浦トレーニングセンターの飯塚好次の元へ入厩。4月4日には「ライスシャワー」と馬名登録された。これは結婚式のライスシャワーのように、本馬に触れる全ての人々に幸福が訪れるようにとの意味が込められていた。異説として、秋篠宮文仁親王と紀子妃の結婚の時期であったため、祝賀の気持ちを込めたとも言われている。飯塚はライスシャワーの印象について「男馬にしては体が小さい。それもあって大物感はなく、もちろんグレードレースでどうの、といったことは少しも考えなかった。ただ小さいけれど、いかにもバランスがいい体型なので、うまくいけば中堅クラスまではいくかな、と思いましたよ」と述べている。担当厩務員となった川島文夫は、体の小ささが目について期待よりも不安の方が大きかったという。

### 戦績

#### デビューから東京優駿まで
調教が積まれ、3歳戦が始まる7月の札幌開催にはデビューを迎えられる状態となった。しかし7月の初旬に熱発を起こして札幌での初戦は見送られ、デビューは1ヶ月後、8月10日の新潟開催で迎えた。当日は飯塚厩舎所属であった若手騎手・水野貴広を鞍上に、2番人気に支持される。ここは先行策から最後の直線でダイイチリュモンをクビ差競り落とし、初戦勝利を挙げた。水野は後年このレースについて「調教の時から、この馬は走ると思った。ふつう新馬戦というのは、不安と期待が半々なんですが、この新馬レースだけは絶対に負けないと自信をもって乗りました」と振り返っている。
重賞初出走となった2戦目の新潟3歳ステークスでは、水野が前日に騎乗停止処分を受けたことから急遽菅原泰夫が代役を務めた。当日は3番人気に推されたが、スタートで遅れて後方からのレースとなり、馬群の内側に包まれたまま11着と敗れた。レース後に菅原は「条件が悪すぎていいとこなしだったが、乗った印象としては短いところで忙しいレースをするより、長距離でじっくり勝負するタイプだと思った」とコメントした。3戦目に格上挑戦で出走した芙蓉ステークスでは騎手が水野に戻ると、最後の直線入り口で先頭に立ってから、1番人気アララットサンとの競り合いを制し、2勝目を挙げた。しかし、この競走後に右前脚の骨折が判明。全治3ヶ月と診断され、トレーニングセンター内での療養が図られた。
翌1992年3月29日、4歳となったライスシャワーは皐月賞へのトライアル競走・スプリングステークスで復帰する。若手の水野では荷が重いとの判断から、ベテランの柴田政人が騎乗した。的場均にも声が掛けられていたが、的場は先約があるとの理由でこれを断っている。この競走でミホノブルボンと初対戦したが、同馬が2着に7馬身差をつけて勝利した後方で4着となった。柴田政人は「この勝負ではミホノブルボンとの差は決定的だが、この先体調も良くなり、レースの距離も伸びれば、かなりいいところまで行く馬だと思ったよ。ぼくはもう皐月賞、ダービーに乗る馬が決まっていたんで、この馬に乗るのは多分この1回だけと思ったけど、もう乗らないのが惜しい気持ちになったもの」と述懐している。ちなみにこのレースにはサクラバクシンオーも出走しており、同馬はこのレースで12着と大敗を喫したことでクラシック出走を諦め、後の主戦場となる短距離路線へ進んでいる。
次走・クラシック初戦の皐月賞より、的場均が騎手を務めた。この競走では最終コーナー手前から失速し、ミホノブルボン優勝の後方で8着、東京優駿（日本ダービー）へのトライアル競走・NHK杯でもやはり8着となった。的場はこの結果について「最初から過度の期待はしていなかった」とし、「このままじゃ本番（ダービー）も苦しいかなと、相手の実力を比較して考えました」と述べている。5月31日に迎えた日本ダービーでは18頭立て16番人気の評価だったが、最終調教でライスシャワーの調子が上がっていることを感じた的場は「いい位置で粘りきることが、馬の力を引き出す一番の方法だと思って」逃げたミホノブルボンに続く2番手でレースを進めた。最後の直線ではミホノブルボンとの差を詰めることができず、後方から追い込んできたマヤノペトリュース（田原成貴騎乗）に一旦は交わされたが、最後に失速した同馬を差し返す形となり2着で入線。ミホノブルボンとの馬連配当2万9580円という波乱の立役者となった。2着という結果について的場は「すべてがうまく運んで2着に入ったんだ」と思った程度であったが、引退後に出版した自著において、「もし田原騎手が『ブルボンを負かすのは無理』と、照準をブルボンではなく僕らに向けて2着狙いできていたら、おそらく楽に捉えられてしまっただろうし、そういう意味では、この2着はラッキーであったかもしれない」としながらも、「日が経つにつれて『この馬で、あのミホノブルボンに、三冠最後の菊花賞で何とか立ち向かいたい』という気持ちが、僕にも強く湧いてきた」と述懐している。

#### ミホノブルボンのクラシック三冠を阻止
夏は休養のため大東牧場で過ごし、7月下旬に帰厩。9月24日にセントライト記念で復帰した。この日、的場は函館3歳ステークスに出走するインターマイウェイに騎乗するため函館競馬場にいた。そのため、鞍上には代わって田中勝春を迎えてのレースとなった。レースはミホノブルボンの僚馬レガシーワールドが先行し、ライスシャワーは第3コーナーからこれを捉えに動いたが、アタマ差届かす2着となった。ライスシャワーに騎乗せず函館に行った的場に飯塚は不快感を示し、競走後には騎手交替が取り沙汰されたが、これを知った的場が飯塚に謝罪したことで事態は収拾し、主戦騎手は的場のまま据え置かれた。的場はこの件について「ライスシャワーはもう必要な教育がすべてできているので、ある意味では誰に手綱を譲っても安心である。しかし、若馬はそうはいかない。もしも何かのきっかけでレースが嫌いになったら、悪い癖がついたら……。能力がある馬でも、それを出し切れないまま終わってしまうかもしれない。どうしても僕らは心配性になってしまうし、先々を考えて選択したつもりだった」と述べている。ただし、的場はセントライト記念を函館競馬場のテレビで見た際に「夏を超し、体が戻って逞しくなっているのがわかった。いい状態だな、望みはあるな」と思ったという。
騎手が的場に戻った次走・京都新聞杯ではミホノブルボンと4度目の対戦となり、同馬に次ぐ2番人気に支持された。結果はミホノブルボンから1馬身半差の2着となり4連敗を喫したが、菊花賞はライスシャワーに向き、ミホノブルボンには不向きな3000メートルの長距離となることから的場・飯塚ともに本番での逆転に自信を深めたという。的場はレース後にオーナーの栗林英雄の夫人・育子に対し「もし逃げ馬のキョウエイボーガンさえ出走してくれば、ライスシャワーでミホノブルボンを負かす可能性がある」と口にした。的場は馬主たちと気軽に言葉を交わすようなことはほとんどなく、自分から親しげに話すようなこともなかったため、これを聞いた育子はこの的場の言葉と態度に驚いたという。

11月8日の菊花賞当日は、史上5頭目、無敗馬としては史上2頭目のクラシック三冠達成が懸かったミホノブルボンが単勝オッズ1.5倍の1番人気に支持され、ライスシャワーは7.3倍と離れた2番人気であった。レースは、逃げ馬であったミホノブルボンに先んじてキョウエイボーガンが先頭を奪い、ライスシャワーは5番手という展開となる。2周目の最終コーナーで失速したキョウエイボーガンをミホノブルボンが交わして先頭に立ったが、直線半ばでライスシャワーがこれを差し切り、1馬身1/4差を付けて優勝。
重賞初制覇をクラシックで果たした。優勝タイム3分5秒0は当時の芝3000メートルにおける日本レコードタイムであった。またこの勝利は、ミホノブルボンの三冠を阻止する結果ともなった。的場は競走後のインタビューにおいて「人馬ともども、なんとかミホノブルボンを負かしてやろうという気持ちでいたんですが、それが実って本当に嬉しいですね」と語ったが、三冠達成への期待が高かったことから、競走後の場内には「拍手もなくて、ブーイングのような雰囲気」（栗林育子）、「今までにない、ちょっと何かおかしな雰囲気」（小島貞博）も漂った。
菊花賞後は年末のグランプリ競走・有馬記念に出走し、前走のジャパンカップを優勝したトウカイテイオーに次ぐ2番人気に推された。しかし、的場が後方に位置したトウカイテイオーの不調に気付かずスパートが遅れる結果となり、8着に終わった。的場はこの競走について「僕が乗った中で、ライスシャワーに対して最も失礼なレースだった」と述べている。

#### メジロマックイーンの天皇賞（春）三連覇を阻止
古馬となった翌1993年は天皇賞（春）を目標に据え、目黒記念より始動。負担重量は59kgと過去最高であったが、的場は天皇賞制覇のために「自力で勝負できる"格"」が必要であると考え、相手を菊花賞3着馬のマチカネタンホイザに定め、これを自力で追走し差し切る競馬を試みた。結果は2馬身半離されての2着であったが、調整途上でもあり陣営には納得のいく内容であった。
続く日経賞では初めて1番人気の支持を受け、これに応えての勝利を挙げた。
次走はかねて目標としていた天皇賞（春）となり、同競走を2連覇していたメジロマックイーンを意識して徹底的に追い込む調教が行われた。しかし、あまりの厳しさから「馬を虐め過ぎではないか」との批判が上がり、「メジロマックイーンに勝つ前に馬が潰れる」と揶揄されたほどの過酷な内容であった。しかしこの調教が功を奏し、天皇賞当日は前走から12kg減・東京優駿以来となる430kgと、限界まで絞り込んだ馬体での出走となった。このときのライスシャワーについて的場は「なにか猛獣というか、すごい生命体というか、そばに近づいたときから、火でも吹かれるんじゃないかって、そんな恐ろしいような雰囲気がありましたが、乗ったらもう、馬じゃない別の生き物でしたよ。これで下手に怒らせたら、指や足を食いちぎられるんじゃないかと思ったぐらい」、「馬の気力が充実していたんで、多少過酷なことをしても大丈夫だと思った。マックイーンを負かすには、精神的にも肉体的にも研ぎ澄まさなければならない。今なら、それに耐えてくれるだろうって」と述べ、また飯塚は「当日馬を見たとき、これは凄い、と思ったよ。走るという気力というか、迫力というか。見た目にはそれまでと特別変わっていないんだが、内から溢れ出るものがすごいんだ。このとき初めて、今日は勝つ、と確信したよ」と述べている。またフジテレビ系列放送で実況を担当した杉本清は「この時のライスの身体は、まさに研ぎ澄まされた鋼のようでした」と述べている他、2012年のJRAのCM「The WINNER」では、「極限まで削ぎ落した体に、鬼が宿る」と形容されている。
当日はメジロマックイーンに次ぐ2番人気に支持された。レースは前年の有馬記念を制したメジロパーマーが逃げ、メジロマックイーンはこれを見る一団の中に位置、さらにライスシャワーがその直後につけた。周回2周目の最終コーナーでは完全にこの3頭が抜け出したが、直線半ばでメジロマックイーンをライスシャワーが捉えると、ゴールでは2馬身半の差を付けて優勝。同馬の天皇賞（春）三連覇および鞍上・武豊の五連覇を阻止した。走破タイム3分17秒1は菊花賞に続き再びのレコードタイムであった。ゴールの直後、杉本清は「関東の刺客、ライスシャワー。天皇賞でも圧倒的な人気のメジロマックイーンを破りました」と実況。この競走以降、ライスシャワーには「刺客」「レコードブレイカー」という異名も冠された。

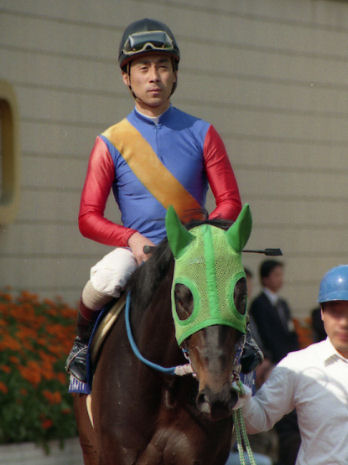
1993年天皇賞（春）パドック

しかし、競走後に行われた勝利騎手インタビューにおいて、インタビューが的場に対して質問したのは「勝利の感想」ではなく「マックイーンの三連覇を阻止した感想」であった。的場はライスシャワーを悪役・敵役とする見方に不快感を抱いていたといい、自著の中で次のように述べている。

#### スランプ
天皇賞後は放牧に出され、9月初頭に帰厩。秋緒戦のオールカマーでは1番人気に支持されたが、道中で後続を大きく離して逃げたツインターボを捉えられず、勝った同馬から6馬身弱の差で3着となる。春秋連覇を目指した天皇賞では再度1番人気となったが6着と敗れ、以後ジャパンカップ、有馬記念も14着、8着と大敗した。飯塚は当時の状態について「見た目は普通、というか、春とほとんど変わらないデキなんだが……。どこか足りないというか、本当じゃない。調教も走るし、内臓だってまるで悪いところはない。そうなると、精神的な原因ということを考えたが、それがなにかわからない。そういう状態が、このシーズンずっと続いた」と述べている。
翌1994年の初戦は、関西の競馬場が合っているのではないかという飯塚の考えにより、西下して阪神競馬場で行われた京都記念に臨んだ。結果は前年の菊花賞馬ビワハヤヒデの5着となったが、的場によると「直線の動きは一瞬あれっ、というところがあり、もうひと追いすれば伸びる予感があった。長いスランプだったけど、ここらあたりがトンネルの出口かとも思った」という。京都記念の後には状態の向上が見られ始め、関東に戻っての日経賞では最後の直線で先頭に立ち、差し込んできたステージチャンプにハナ差の2着と、復活の兆しを見せた。
この後は連覇が懸かる天皇賞（春）を目標に、関西馬の調教拠点である栗東トレーニングセンターに入り調教が積まれたが、天皇賞の前週である4月16日の調教中、3歳時に骨折した右前管骨に再び故障を発生する。3歳時とは異なり競走生命を危ぶまれる重傷で、この時点で引退が検討され、種牡馬となる道が模索された。しかし長距離競走以外の実績に乏しかった点や、小柄な馬体が敬遠され受け入れ先が見つからず、現役続行が決定する。その後はユートピア牧場に移動して療養。復帰は翌春になると見込まれていたが、予想より回復が早く、10月末に帰厩を果たした。
2ヶ月後には復帰戦の有馬記念を迎えた。この年史上5頭目のクラシック三冠を達成したナリタブライアン、当時最強牝馬と評されていたヒシアマゾンに続く3着となった。しかし1995年の年明け2戦ではいずれも1番人気に推されたが、それぞれ60kg、59kgという斤量も響き、いずれも6着と敗れた。

#### 2年ぶりの復活
2年振りの出走を決定した天皇賞（春）では、前哨戦の阪神大賞典を圧勝していたナリタブライアンが故障により回避。主力馬不在の中、4番人気の評価であった。逃げ馬が不在であったことからレースはスローペースで推移。ライスシャワーは2周目の向正面で行く気を見せたことから、的場は「この瞬間の馬のやる気にのって、その勢いでゴールまで粘りこむという、一種の奇襲戦法をとれば、僅かだが勝つチャンスがある」と考え、第3コーナーから800メートルのロングスパートを仕掛けた。最終コーナーで馬群から抜け出して先頭に立ち、最後の直線で逃げこみを図ったが、最後は追い込んできたステージチャンプと内外馬体が重なった状態で入線した。この時ステージチャンプに騎乗していた蛯名正義がガッツポーズを見せ、一方関西テレビでこのレースを実況した杉本清はゴール後すぐ「やったやったライスシャワーです！」「メジロマックイーンもミホノブルボンも喜んでいる事でしょう」とライスシャワーの勝利を伝えた。写真判定の結果、ハナ差ライスシャワーが先着しており、1993年の同競走以来728日振りの勝利で復活を果たした。着差は約10cmという僅差であった（競走詳細は第111回天皇賞を参照のこと）。
かつて福永洋一がニホンピロムーテーを駆り、似た作戦で菊花賞を制した前例はあるものの、京都競馬場の長距離戦で第3コーナーから仕掛けることはセオリーを無視した騎乗とされており、的場はスパートを実行するまでゴール直前で誰かに差される光景を思い浮かべ、言い訳の言葉も考えていたという。的場は後に「あの騎乗は、もしライスシャワーが絶好調だったら絶対に選ばなかった乗り方だ。でもそのまま無難にのっていたら、おそらく着がいいところだったと思う。勝つ確率が、あの乗り方なら少しは高くなる。その一点に賭けて、僕らは勝ちに行ったのだ」と述べている。

#### 宝塚記念で故障、非業の死
天皇賞の後は疲れが見られたことから、放牧に出ることも考えられていた。しかし宝塚記念のファン投票で1位に選出されたこと、またこの競走が当年1月17日に発生した兵庫県南部地震（阪神・淡路大震災）の影響で例年開催の阪神競馬場が使用できず、得意の京都競馬場での代替開催となったこと、そして天皇賞に続いてこのレースもナリタブライアンが出走しないことが決まったことで、出走が決定する。他に近走の重量からは望外の軽量となる56kgで出走できることもあり、さらに種牡馬入りが再度検討された際、やはり中距離競走での実績が必須であると結論付けられた事情もあった。宝塚記念2日後の6月6日には、種牡馬入りへの支援を申し出たJRAの担当者がライスシャワーを見に来る予定となっていた。
当日は3番人気に支持され、レースでは後方を進んだ。的場は最初のコーナーを回った時点で様子がおかしいことを感じ取り「今日は勝つどころじゃない、慎重にまわってこようと」考えたという。第3コーナーでライスシャワーは自らスピードを上げたが、直後に前のめりになり、いったん身体を起こした後に転倒。左第一指関節開放脱臼、粉砕骨折を発症しており、診療所まで運ぶことができず、その場に幔幕が張られた中で安楽死の措置が執られた。的場は打撲で済んでいたことから、その最期を看取り、亡骸を馬場から運ぶ馬運車に深く礼をしたまま見送ったシーンが映像に残されている。担当厩務員の川島は、手綱を握りしめたまま泣いていたという。

### 死後

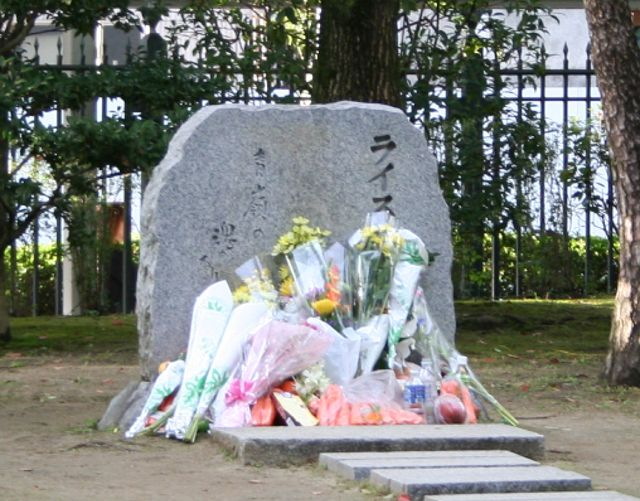
京都競馬場内のライスシャワー記念碑。栗林育子の姉が詠んだ「疾走の馬 青嶺の魂（たま）となり」という句が刻まれている。

死から1か月後の7月3日、故郷・ユートピア牧場には墓が建てられた。表には「ライスシャワー ここに眠る」との文字が刻まれ、裏には戦績が記された。この年度のJRA賞において「特別賞」が贈られた。また京都競馬場の職員たちの発案により、翌1996年9月7日には京都競馬場内にライスシャワーの遺髪が収められた記念碑が建立された。また、育成場であった大東牧場には栗林英雄・育子夫人の手により建立された記念碑がある。他にも、茨城県の美浦トレーニングセンターにはライスシャワーを管理していた飯塚好次の手による記念碑があり、栃木県大田原市のくろばねスプリングスには供養塔が建立されている。
亡くなった馬が使用した蹄鉄は、通常トレーニングセンターの馬頭観音に納められるが、飯塚はライスシャワーの蹄鉄に限ってそれをすることができなかった。最期、宝塚記念で着用した蹄鉄は、飯塚がその日の京都競馬場の土を付着した状態で保管しているという。「この馬は特に思い入れが深くて、（馬頭観音に）持って行く気になれなくて…。いつか自分のお棺に一緒に入れてもらおうかな、と（笑）」と述べている。
2010年の菊花賞当日に行われた「京都クラウンプレミアム」の競走名は、歴代菊花賞優勝馬を対象としたファン投票の結果「ライスシャワーメモリアル」となり、当日にはライスシャワーへのメッセージが募集され、それらは競走後にユートピア牧場のライスシャワーの墓前に供えられた。
2021年に京都競馬場が行った、ファン投票によりこれまでに作られていない、または過去に製作実績があっても現在販売されていない競走馬のアイドルホースを制作するアイドルホースオーディションでは4位となった。

## 競走成績
以下の内容はnetkeiba.comの情報に基づく。
| 年月日 | 年月日 | 競馬場 | 競走名           | 格   | 頭 数 | 枠 番 | 馬 番 | オッズ（人気） | 着順 | 騎手     | 斤量 [kg] | 距離（状態）  | タイム （上り3F） | 着差     | 1着馬（2着馬）         | 馬体重 [kg] |
| ------ | ------ | ------ | ---------------- | ---- | ----- | ----- | ----- | -------------- | ---- | -------- | --------- | ------------- | ----------------- | -------- | ---------------------- | ----------- |
| 1991.  | 08.10  | 新潟   | 3歳新馬          |      | 10    | 7     | 8     | 003.10（2人）  | 01着 | 水野貴広 | ▲50       | 芝1000m（良） | 00:58.6（34.8）   | -0.1     | （ダイイチリユモン）   | 440         |
|        | 09.01  | 新潟   | 新潟3歳S         | GIII | 14    | 1     | 1     | 004.30（3人）  | 11着 | 菅原泰夫 | 53        | 芝1200m（良） | 01:11.7（37.0）   | -1.0     | ユートジェーン         | 440         |
|        | 09.21  | 中山   | 芙蓉S            | OP   | 8     | 8     | 8     | 003.70（2人）  | 01着 | 水野貴広 | 53        | 芝1600m（重） | 01:36.1（36.7）   | -0.0     | （アララットサン）     | 444         |
| 1992.  | 03.29  | 中山   | スプリングS      | GII  | 14    | 3     | 3     | 068.9（12人）  | 04着 | 柴田政人 | 56        | 芝1800m（重） | 01:51.7（38.5）   | -1.6     | ミホノブルボン         | 450         |
|        | 04.19  | 中山   | 皐月賞           | GI   | 17    | 5     | 9     | 059.0（11人）  | 08着 | 的場均   | 57        | 芝2000m（良） | 02:02.8（38.0）   | -1.4     | ミホノブルボン         | 438         |
|        | 05.10  | 東京   | NHK杯            | GII  | 16    | 8     | 15    | 025.00（9人）  | 08着 | 的場均   | 56        | 芝2000m（重） | 02:03.4（36.3）   | -0.6     | ナリタタイセイ         | 434         |
|        | 05.31  | 東京   | 東京優駿         | GI   | 18    | 7     | 13    | 114.1（16人）  | 02着 | 的場均   | 57        | 芝2400m（稍） | 02:28.5（37.6）   | -0.7     | ミホノブルボン         | 430         |
|        | 09.27  | 中山   | セントライト記念 | GII  | 13    | 8     | 14    | 006.50（3人）  | 02着 | 田中勝春 | 56        | 芝2200m（良） | 02:13.6（36.9）   | -0.0     | レガシーワールド       | 442         |
|        | 10.18  | 京都   | 京都新聞杯       | GII  | 10    | 1     | 1     | 007.10（2人）  | 02着 | 的場均   | 57        | 芝2200m（良） | 02:12.2（35.9）   | -0.2     | ミホノブルボン         | 438         |
|        | 11.08  | 京都   | 菊花賞           | GI   | 18    | 4     | 8     | 007.30（2人）  | 01着 | 的場均   | 57        | 芝3000m（良） | R3:05.0（34.6）   | -0.2     | （ミホノブルボン）     | 438         |
|        | 12.27  | 中山   | 有馬記念         | GI   | 16    | 8     | 16    | 004.90（2人）  | 08着 | 的場均   | 55        | 芝2500m（良） | 02:34.1（35.1）   | -0.6     | メジロパーマー         | 446         |
| 1993.  | 02.21  | 東京   | 目黒記念         | GII  | 12    | 5     | 5     | 003.50（2人）  | 02着 | 的場均   | 59        | 芝2500m（良） | 02:32.8（36.6）   | -0.4     | マチカネタンホイザ     | 448         |
|        | 03.21  | 中山   | 日経賞           | GII  | 12    | 8     | 11    | 001.80（1人）  | 01着 | 的場均   | 58        | 芝2500m（良） | 02:35.8（34.9）   | -0.4     | （イタリアンカラー）   | 442         |
|        | 04.25  | 京都   | 天皇賞（春）     | GI   | 15    | 2     | 3     | 005.20（2人）  | 01着 | 的場均   | 58        | 芝3200m（良） | R3:17.1（36.3）   | -0.4     | （メジロマックイーン） | 430         |
|        | 09.19  | 中山   | オールカマー     | GIII | 13    | 6     | 8     | 001.80（1人）  | 03着 | 的場均   | 57        | 芝2200m（良） | 02:13.6（35.0）   | -1.0     | ツインターボ           | 436         |
|        | 10.31  | 東京   | 天皇賞（秋）     | GI   | 17    | 1     | 1     | 003.00（1人）  | 06着 | 的場均   | 58        | 芝2000m（良） | 01:59.6（36.8）   | -0.7     | ヤマニンゼファー       | 444         |
|        | 11.28  | 東京   | ジャパンC        | GI   | 16    | 1     | 1     | 012.80（7人）  | 14着 | 的場均   | 57        | 芝2400m（良） | 02:25.9（37.4）   | -1.5     | レガシーワールド       | 444         |
|        | 12.26  | 中山   | 有馬記念         | GI   | 14    | 4     | 6     | 010.90（5人）  | 08着 | 的場均   | 57        | 芝2500m（良） | 02:32.1（35.9）   | -1.2     | トウカイテイオー       | 446         |
| 1994.  | 02.13  | 阪神   | 京都記念         | GII  | 10    | 4     | 4     | 006.60（2人）  | 05着 | 的場均   | 60        | 芝2200m（稍） | 02:18.3（38.3）   | -1.5     | ビワハヤヒデ           | 444         |
|        | 03.20  | 中山   | 日経賞           | GII  | 9     | 6     | 6     | 004.10（2人）  | 02着 | 的場均   | 59        | 芝2500m（良） | 02:32.8（36.8）   | -0.0     | ステージチャンプ       | 442         |
|        | 12.25  | 中山   | 有馬記念         | GI   | 13    | 6     | 10    | 017.70（4人）  | 03着 | 的場均   | 56        | 芝2500m（良） | 02:33.1（35.3）   | -0.9     | ナリタブライアン       | 452         |
| 1995.  | 02.12  | 京都   | 京都記念         | GII  | 8     | 8     | 8     | 002.70（1人）  | 06着 | 的場均   | 60        | 芝2200m（良） | 02:12.5（35.1）   | -0.7     | ワコーチカコ           | 450         |
|        | 03.19  | 中山   | 日経賞           | GII  | 9     | 1     | 1     | 001.90（1人）  | 06着 | 的場均   | 59        | 芝2500m（不） | 02:42.3（38.5）   | -1.3     | インターライナー       | 446         |
|        | 04.23  | 京都   | 天皇賞（春）     | GI   | 18    | 2     | 3     | 005.80（4人）  | 01着 | 的場均   | 58        | 芝3200m（重） | 03:19.9（36.0）   | -0.0     | （ステージチャンプ）   | 442         |
|        | 06.04  | 京都   | 宝塚記念         | GI   | 17    | 8     | 16    | 006.00（3人）  | 中止 | 的場均   | 56        | 芝2200m（稍） | 競走中止          | 競走中止 | ダンツシアトル         | 438         |

- タイム欄のRはレコード勝ちを示す。
- 斤量▲は3kg減量を表す。

## 競走馬としての特徴
優勝した菊花賞・天皇賞（春）はどちらも3000メートル以上の距離だったため、純然たるステイヤー（長距離向きの馬）であるとされる。競馬評論家の大川慶次郎は「ヘビーステイヤー」と呼び、競走番組が年々短・中距離偏重に向かっていたことから「最後のステイヤー」とも呼ばれた。飯塚好次は5歳秋以降の不振について、「ひとつの問題としては、やはり出るレースの距離が合わなかった」と述べている。一方、的場均は「あの馬が3000じゃないと走らないとかいうのは、人が勝手に言ってること」、「2000メートルのレースでも、もし万全の状態で出ていれば十分勝負になるのがこの馬」と述べている。
また、日本中央競馬会が発行したポスター「ヒーロー列伝」のキャッチコピーが「淀を愛した、孤高のステイヤー」とされているように、京都競馬場を得意とする馬とも見られていた。京都競馬場におけるライスシャワーの優位性について、的場は次のように述べている。

## エピソード

### 「高速馬場」への批判
宝塚記念施行前の西日本の主場開催は、先述の通りこの年に発生した阪神・淡路大震災の影響で例年通りの阪神競馬場での開催のスケジュールを消化することが出来ず、本来阪神で開催される3・4月の競馬（桜花賞などを含む）も京都競馬場で代替開催を行っており、同年1月28日以降5月14日まで毎週、京都競馬場で開催を行う形となっていた。そこに同年6月4・5日に「震災復興支援競走」という形で震災発生で中止された同年1月21・22日分の代替開催を組み込んだことで、宝塚記念を当初の予定より1週前倒ししたうえで6月4日に行われることとなった。京都での連続開催が終了した後は一旦は中京競馬場での開催となったものの、宝塚記念の実施日まで2週間しか間が空いておらず、連続開催による馬場の傷みが進行していた。2週間で3つのコースレコードが出ており、非常に馬場が固く締まった状態にあることがその理由だと当時は考えられていた。前日のメインレースの阪急杯でもバンブーユージンが故障し、安楽死処分となっていた。また、これ以前からJRA主催競馬場の馬場は固すぎるのではないかという批判があった。こうした理由から、ライスシャワーの骨折は、タイムを縮めることを目的として固くしすぎた「高速馬場」に原因があると考えた者たちから、レース後に非難の声が上がった。その一方で故障と馬場との因果関係は不明であり、短絡的な批判であるとの意見もあった。作家の月本裕はこうした人々を「単純な論者」と呼び、「（JRAは）恐らく世界でもトップのレベルで、競走馬の故障と馬場の関係を研究している。（中略）故障を避けるために努力を続けているJRAの力が及ばず起きてしまう事故もないとは言えない。事故の原因をしっかりと探ることは必要であるが、必要以上にセンティメンタルになっても仕方がないということは確かだ」と述べている。また、日本中央競馬会の広報誌『優駿』で京都競馬場がレポートされた際には、記事を執筆した辻谷秋人がライスシャワーの事故にも触れ、「最近はライスシャワーに限らず、馬が故障するとすぐに馬場状態が云々される傾向がある。（中略）馬場は口を利かないし、とりあえず馬場のせいにしておけば傷つく人がいない（馬場の担当者はいい気持ちではないだろうが）ということもあるだろう。もちろん馬場（あるいは馬場を酷使せざるを得ない現状）にいくらかの原因があるのは否定できないだろうが、なんでもかんでも馬場のせいにして事足れりでは、逆に競馬の進歩を阻害することになるだろう」と述べた。
また同誌上でイギリス人騎手アラン・ムンロに行われたインタビューでは、記者から「日本は馬場が硬すぎる」などの批判が国内であることを聞かされたムンロが「馬場のことについて言えば、日本の馬場が他の国に比べてとくに硬いというようなことはありません。アメリカなどはどこへ行っても硬いし、だから骨折なんて日常茶飯事です。もちろんイギリスにだって硬い馬場はあります。だからそういうことを言う人がいるのなら、その人はたぶん馬場のこととか、世界の競馬のこととかをよく分かっていないのだと思います」と述べた。

### 「ライスシャワーブーム」と批判
天皇賞での復活劇から高まりつつあったライスシャワーの人気は、死を契機として頂点に達し、京都競馬場の記念碑建立等の一因となった。一方、この現象についてはライスシャワーの死が過剰に美化されているとの意見が存在しており、ライターの北野海人は「ライスがああやって悲惨に死んだことだけを美化して、『ライスは永遠に不滅です』なんて取って付けたように英雄視するのはやめようよ」「偉大な『ヒール伝説』の本質を忘れて、レース中に死んだというごく日常の事象だけを取り上げてブルボンやマックイーン以上に正統な英雄として仕立て上げる。これはライスシャワーという馬の本質からかけ離れた無意味な崇拝でしかない」と述べている。
また、須田鷹雄は執筆各誌で不快感を露わにし、その理由として「それは要するに、利己的な目的のために過ぎないからだ。悲劇に酔うためにライスシャワーを利用した。そう断定してもいいと思う。だって、元気で走っている頃、ファンはどれだけライスシャワーに思い入れを抱いていただろうか?『ブーム』には明らかに基盤になるものがない」と述べた。また、一部ファンからの非難が厩舎関係者に及んだため、須田はこうしたファンに対し「（ファンの感傷に）本物の関係者を巻き込むな」と批判した。さらに「ライスシャワー報道のひとつひとつが、驚くほど似たテイストで統一されているのはどうしてなのか」「経済動物論のように、本来競馬を支えている基本理念みたいなものが罪悪視されている状況はどうなのか」とマスコミも同時に批判し、一連の「ライスシャワーブーム」を「全体主義的」と評した。記者の片山良三は、「志半ばで散ったライスシャワーを『かわいそう』と感じるのはファンなら当然のことで、競馬雑誌のファンの声欄にそうした意見が溢れるのは健全な流れ。しかし、ジャーナリズムに携わる人間までがセンチメンタリズムに流されるのはいかがなものだろう。『君のことは一生忘れない』式の文章が氾濫したことしたこと。そんな"敬語"を使えば馬のことを親身に思っていると錯覚させるようなテクニックは、プロの文章家のものとしては見苦しく感じられた」とマスメディアを批判した。
日本中央競馬会が2000年に行ったファン投票による名馬選定企画「20世紀の名馬大投票」では、13442票を集め11位にランクインした。結果についての講評会の席上では、吉沢譲治が「一番おどろいた」結果としてライスシャワーの順位を挙げ、「どうしてもこの馬が11位の馬とは思えないんです。もっともっと上位に来るべき馬がいると思います。これはちょっと納得できないですね」と述べた。これに対し聞き手の結城恵助は「非業の死を遂げたという影響がある」とし、他にも競走中の事故が原因で死亡した馬が数々ランクインしていることを取り、作家の吉川良はこれを「日本人的美徳」と評した。

## 血統

### 血統背景
リアルシャダイの産駒は当時長距離競走において抜群の成績を挙げており、ライスシャワーはその代表であった。また母の父・マルゼンスキーも長距離に優れた適性を示した産駒を多数輩出し、ともにスピードを備えた長距離馬を出すことで知られた。
母ライラックポイントは現役時代に通算39戦4勝。1982年優駿牝馬にも出走したが、17着と惨敗した。ライスシャワー以外のおもな産駒は1989年フラワーカップ2着のクリダリア（父ニチドウアラシ、2勝）、ライラックスマイル（父トニービン、4勝）がいる。前述2頭に加えて3頭の牝馬が繁殖入りしている。
従兄に1990年京都大障害（秋）を勝ったクリバロン、3代母クリノホシの全兄に1952年のクラシック二冠馬クリノハナがいる。

### 血統表
| ライスシャワーの血統                                | ライスシャワーの血統                    | ライスシャワーの血統         | （血統表の出典）             | （血統表の出典） |
| 父系                                                | ロベルト系                              | ロベルト系                   | ロベルト系                   | [ § 2 ]          |
| 父 *リアルシャダイ Real Shadai 1979 黒鹿毛 アメリカ | 父の父Roberto 1969 鹿毛 アメリカ        | Hail to Reason               | Turn-to                      | Turn-to          |
| 父 *リアルシャダイ Real Shadai 1979 黒鹿毛 アメリカ | 父の父Roberto 1969 鹿毛 アメリカ        | Hail to Reason               | Nothirdchance                |                  |
| 父 *リアルシャダイ Real Shadai 1979 黒鹿毛 アメリカ | 父の父Roberto 1969 鹿毛 アメリカ        | Bramalea                     | Nashua                       | Nashua           |
| 父 *リアルシャダイ Real Shadai 1979 黒鹿毛 アメリカ | 父の父Roberto 1969 鹿毛 アメリカ        | Bramalea                     | Rarelea                      |                  |
| 父 *リアルシャダイ Real Shadai 1979 黒鹿毛 アメリカ | 父の母Desert Vixen 1970 黒鹿毛 アメリカ | In Reality                   | Intentionally                | Intentionally    |
| 父 *リアルシャダイ Real Shadai 1979 黒鹿毛 アメリカ | 父の母Desert Vixen 1970 黒鹿毛 アメリカ | In Reality                   | My Dear Girl                 |                  |
| 父 *リアルシャダイ Real Shadai 1979 黒鹿毛 アメリカ | 父の母Desert Vixen 1970 黒鹿毛 アメリカ | Desert Trial                 | Moslem Chief                 | Moslem Chief     |
| 父 *リアルシャダイ Real Shadai 1979 黒鹿毛 アメリカ | 父の母Desert Vixen 1970 黒鹿毛 アメリカ | Desert Trial                 | Scotch Verdict               |                  |
| 母 ライラックポイント 1979 鹿毛 日本                | 母の父マルゼンスキー 1974 鹿毛 日本     | Nijinsky                     | Northern Dancer              | Northern Dancer  |
| 母 ライラックポイント 1979 鹿毛 日本                | 母の父マルゼンスキー 1974 鹿毛 日本     | Nijinsky                     | Flaming Page                 |                  |
| 母 ライラックポイント 1979 鹿毛 日本                | 母の父マルゼンスキー 1974 鹿毛 日本     | *シル Shill                  | Buckpasser                   | Buckpasser       |
| 母 ライラックポイント 1979 鹿毛 日本                | 母の父マルゼンスキー 1974 鹿毛 日本     | *シル Shill                  | Quill                        |                  |
| 母 ライラックポイント 1979 鹿毛 日本                | 母の母クリカツラ 1962 黒鹿毛 日本       | *ティエポロ Tiepolo          | Blue Peter                   | Blue Peter       |
| 母 ライラックポイント 1979 鹿毛 日本                | 母の母クリカツラ 1962 黒鹿毛 日本       | *ティエポロ Tiepolo          | Trevisana                    |                  |
| 母 ライラックポイント 1979 鹿毛 日本                | 母の母クリカツラ 1962 黒鹿毛 日本       | クリノホシ                   | *プリメロ                    | *プリメロ        |
| 母 ライラックポイント 1979 鹿毛 日本                | 母の母クリカツラ 1962 黒鹿毛 日本       | クリノホシ                   | オホヒカリ F-No.1-C          |                  |
| 母系(F-No.)                                         | アイリッシュアイズ系(FN:1-c)            | アイリッシュアイズ系(FN:1-c) | アイリッシュアイズ系(FN:1-c) | [ § 3 ]          |
| 5代内の近親交配                                     | 5代内アウトブリード                     | 5代内アウトブリード          | 5代内アウトブリード          | [ § 4 ]          |
| 出典                                                | 1. 2. 3. 4.                             | 1. 2. 3. 4.                  | 1. 2. 3. 4.                  | 1. 2. 3. 4.      |